# École normale supérieure (Atakpamé)
Pour les articles homonymes, voir École normale supérieure et ENS.
L'École normale supérieure, appelée aussi « d'Atakpamé » ou « ENS », est une grande école togolaise située dans la ville d'Atakpamé. Fondée en 1968, elle forme à l'enseignement et à la recherche.

## Histoire
L'École normale supérieure est créée le 4 septembre 1968 par un décret de Gnassingbé Eyadéma,. Elle se trouve à Atakpamé, chef-lieu de la région des Plateaux,. L'institution s'organise, comme d'autres ENS, sur un enseignement des sciences ou des lettres et sciences humaines et est destinée à former des enseignants,. Dans les années 1980, un des enseignants, Jacob Gozo, est renvoyé puis menacé d'internement dans un camp militaire par le ministre de l'Intérieur de Gnassingbé Eyadéma, Kpotivi Tévi Ojidjogbe Laclé.  
Au début du XXIe siècle, l'institution est encore confrontée à des défis, comme une difficulté à endiguer la violence et les violences sexuelles en milieu scolaire au Togo, bien qu'elle essaie d'agir dans ces deux cas,. Au départ, l'institution n'est prévue que pour former des professeurs de collège, mais à partir de 2010, elle se consacre aussi à la formation pour les futurs professeurs de lycée. 
En 2022, elle effectue une série de réformes et cesse d'assurer un recrutement direct au sein de la fonction publique togolaise, ce qui provoque des contestations et des critiques,. En 2023, l'école rejoint le système LMD ; à cette date, elle forme 744 élèves, dont 232 femmes,. L'année suivante, elle annonce fonder une autre ENS à Niamtougou,,. 

## Organisation

### Activités parascolaires
Chaque année, une « Semaine du Normalien » est organisée, avec diverses activités. L'école dispose de son équipe de football, qui dispute des matchs avec d'autres institutions universitaires du pays.